# Herrenhaus Essenrode

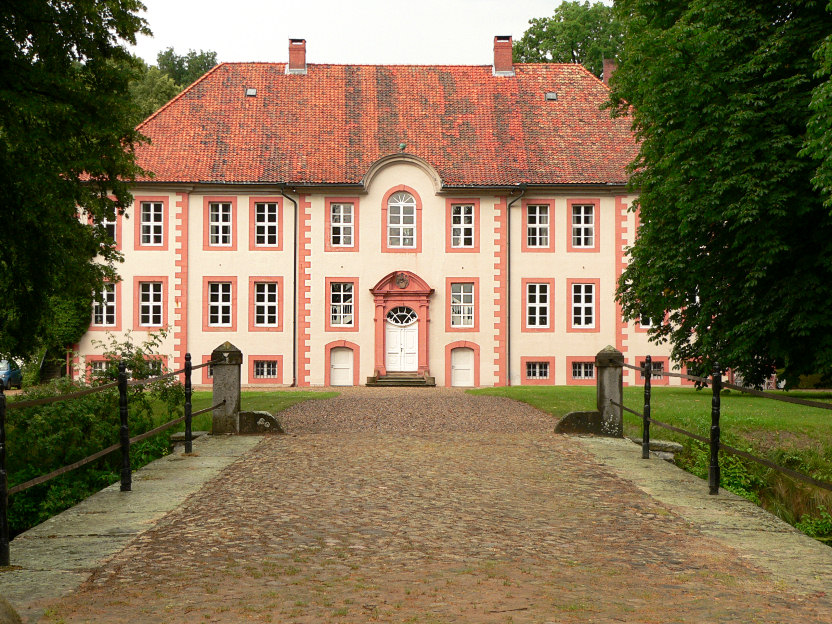
Das Herrenhaus Essenrode

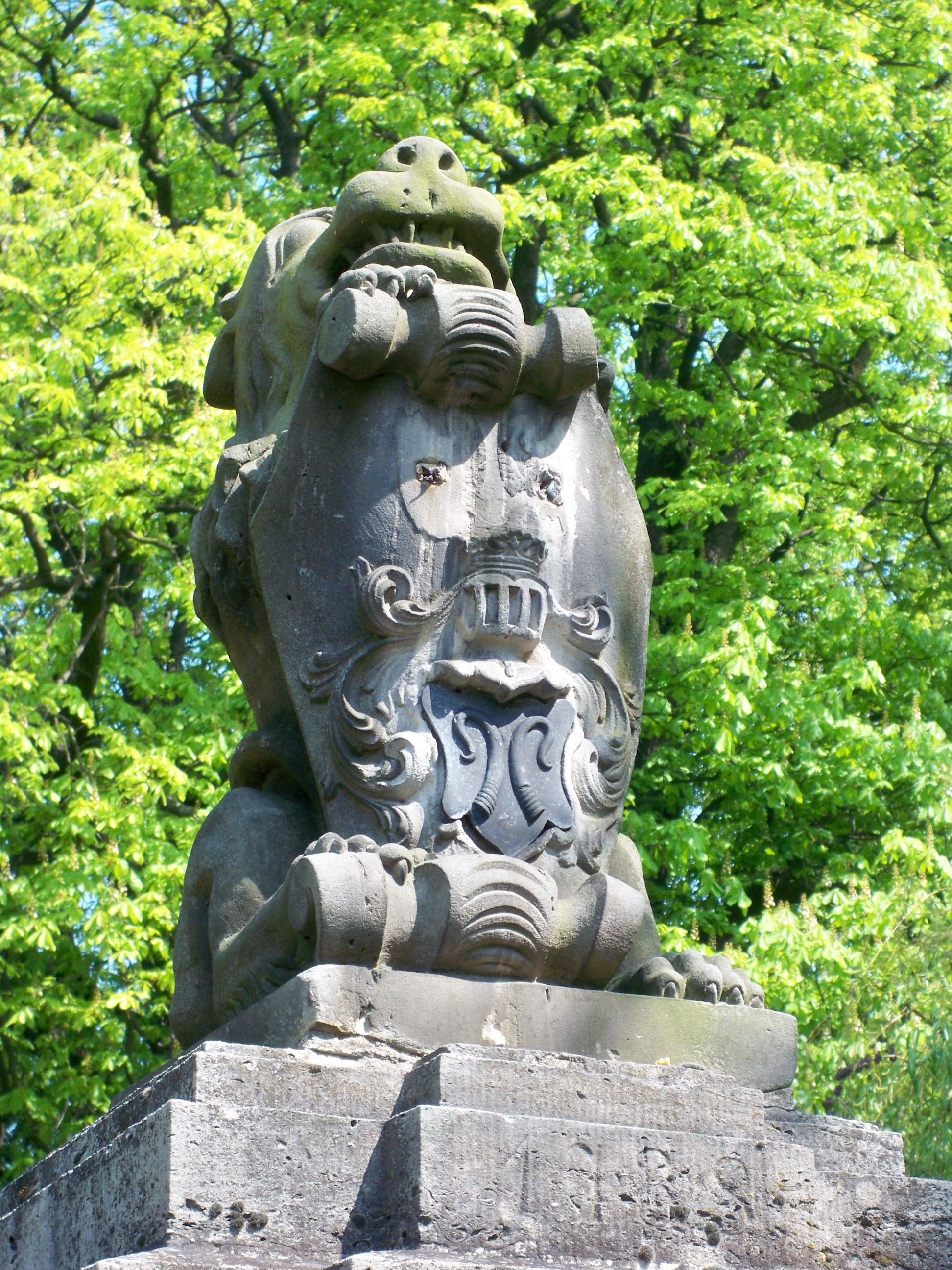
Schlossportal, Detail mit Wappen und Jahreszahl „1638“

Das Herrenhaus Essenrode steht in Essenrode, einer Ortschaft der Gemeinde Lehre im Landkreis Helmstedt in Niedersachsen. Das auch als Schloss Essenrode bezeichnete Gebäude wurde 1738 als Herrenhaus von Gotthart Heinrich August von Bülow im Stil des Spätbarocks erbaut.

## Beschreibung
Das inmitten eines kleinen englischen Landschaftsparks liegende Herrenhaus wird von einem Wassergraben umschlossen, der einst Teil einer früheren Befestigungsanlage war. Der 1337 errichtete Vorgängerbau war eine Wehranlage, die dicht umringt von Wirtschaftsgebäuden war, die zusätzlich zum Wassergraben und einer Zugbrücke Schutz bieten sollten.
Das Herrenhaus ist über drei den Wassergraben überspannende Brücken zu erreichen. Eine Sichtachse verläuft von der Schlossstraße über die Zufahrt zum Herrenhaus, seine Eingangstreppe, durch den Flur und den Gartensaal, über eine weitere Brücke, durch den Park und durch ein Tor auf die Landesstraße 293. Im ersten Stock des Herrenhauses befindet sich ein Festsaal.
Die Wirtschaftsgebäude stehen außerhalb des Wassergrabens an der Von-Hardenberg-Straße, sie wurden erst nach dem 1837 erfolgten Verkauf des Gutes an die Familie von Lüneburg erbaut. Die Von-Hardenberg-Straße ist nach dem auf Gut Essenrode geborenen Karl August von Hardenberg (1750–1822) benannt, einem Sohn von Christian Ludwig von Hardenberg (1700–1781) und Anna Sophia Ehrengart geborene von Bülow (1731–1809), Tochter des Gutsbesitzers Gotthard Heinrich August von Bülow (1704–1770).

## Geschichte
Im Lauf der Geschichte war die Anlage nacheinander im Besitz dreier Familien.
1326 wurde ein freier Riddersitz Etzenrode erwähnt, mit dem Widukind von Garssenbüttel belehnt war, der dem aus Gerstenbüttel stammenden Geschlecht von Garssenbüttel angehörte. Mit dem Tod von Hartwig von Garssenbüttel (1543–1625) starb die Familie von Garssenbüttel in Essenrode aus. Seine Frau Ermengard, geb. von Wallmoden, war bereits 1601 verstorben. Die Epitaphien des Ehepaares sind noch heute in der Kirche zu Essenrode vorhanden. Noch im Jahr 1625, kurz nach dem Tod von Hartwig von Garssenbüttel, zündeten dänische Soldaten im Rahmen des Dreißigjährigen Krieges das Gut und das Dorf Essenrode an, sodass die Hälfte der Häuser im Dorf zerstört wurde.
1627 übernahm Julius von Bülow von Bülow (1575–1639) das Gut Essenrode als Lehen, auch das Kirchenpatronat von Essenrode wurde ihm übertragen. Bis 1636 baute er die Gutsgebäude wieder auf, von denen jedoch 1637 bereits wieder ein Teil durch kaiserliches Militär zerstört wurden. Als sein Sohn Christian Wilhelm von Bülow († 1679) das Gut Essenrode von seinem Vater übernahm, gehörten ein großes Wohnhaus, ein Vorwerk und landwirtschaftliche Gebäude zum Gut. Der spätere Besitzer Gotthart Heinrich August von Bülow (1704–1770) ließ 1738 das heutige Herrenhaus erbauen. Sein Sohn und Nachfolger auf Essenrode, Friedrich Ernst von Bülow (1736–1802), setzte schon früh für die Gemeinheitsteilung und Verkoppelung, Abschaffung des Naturalzehntens und der Hofedienste ein. Ab 1772 wurden die Essenröder Bauern aus der Gutsabhängigkeit entlassen, rund 50 Jahre, bevor die Gutsabhängigkeit in den meisten Teilen Deutschlands aufgehoben wurde. Um 1783 gelang es ihm, mit ’seinen’ Bauern einen Vergleich zu schließen, der sein Gut Essenrode arrondierte und der Gemeinschaft mit den Bauernfeldern enthob. Sein Sohn Hans von Bülow (1774–1825), 1816 in den Grafenstand erhoben, leitete das Gut als letztes Mitglied der Familie von Bülow. Da auf dem Gut Essenrode hohe Schulden lasteten, war nach dem Tod von Hans von Bülow niemand aus der Familie von Bülow bereit, die Lehnsnachfolge anzutreten, sondern das Gut wurde nach längeren Verhandlungen 1837 an das niedersächsische Reichsadelsgeschlecht von Lüneburg verkauft.
Friedrich Adolf von Lüneburg (1804–1881) war erster Gutsbesitzer aus dem Adelsgeschlecht von Lüneburg, ihm folgte sein Sohn Eberhard von Lüneburg (1842–1914), der unverheiratet blieb. Sein Nachfolger auf Essenrode, Ernst von Lüneburg (1881–1961), jüngerer Sohn von Georg (1853–1897) von Lüneburg und Adelheid geb. von der Decken (1854–1939), ging ebenfalls keine Ehe ein. 1950 nahm er jedoch Ernst Freiherr von dem Bussche-Haddenhausen (1940–2021), den Enkel seines älteren Bruders Hans (1878–1948) und Sohn seiner Nichte Osterhold von dem Bussche-Haddenhausen (1914–2010), geb. von Lüneburg, unter seinem Namen an Kindes statt an. Seine Tochter Sitta, verh. Waitz, übernahm das Gut.